# 3485 Barucci
A 3485 Barucci (ideiglenes jelöléssel 1983 NU) a Naprendszer kisbolygóövében található aszteroida. Edward L. G. Bowell fedezte fel 1983. július 11-én.